# Tecknad svenska
Tecknad svenska, TS, är ett konstruerat språk som introducerades i början av 1970-talet. Teckenförrådet baseras på det svenska teckenspråket, men använder sig av svenskans grammatik istället för teckenspråkets. Därmed kan man välja att tala svenska medan man tecknar. Man har lagt till tecken för till exempel böjningsändelser och småord. Tecknad svenska skapades för att man trodde att barndomsdöva och hörselskadade skulle lära sig svenska mer effektivt, men slutade användas på grund av dess omständlighet och har idag helt ersatts med svenskt teckenspråk. Tecknad svenska har en engelskspråkig motsvarighet i Signing Exact English.